# Pedra Llarga du Coll de la Batalla
Pour les articles homonymes, voir Batalla.
La Pedra Llarga du Coll de la Batalla est un menhir disparu qui était situé à Montner, dans le département français des Pyrénées-Orientales.